# Gnaphalopoda frons
Gnaphalopoda frons är en skalbaggsart som beskrevs av Britton 1987. Gnaphalopoda frons ingår i släktet Gnaphalopoda och familjen Melolonthidae. Inga underarter finns listade i Catalogue of Life.